# Burton Kendall Wheeler
Burton Kendall Wheeler, né le 27 février 1882 à Hudson (Massachusetts) et mort le 6 janvier 1975 à Washington, est un homme politique américain membre du Parti démocrate, qui fut notamment sénateur du Montana au Congrès des États-Unis de 1923 à 1947.
Élu à la Chambre des représentants du Montana entre 1910 et 1912, en 1924, Wheeler fut candidat à la vice-présidence des États-Unis sur le ticket du Parti progressiste.
Fervent partisan de Franklin Delano Roosevelt et de son New Deal, ils tombèrent en désaccord sur la réforme de la Cour suprême en 1937 et sur l'entrée des États-Unis dans la Seconde Guerre mondiale au début des années 1940. Il fut ainsi l'un des avocats du comité America First.

## Dans la culture populaire
Dans le roman uchronique de Philip Roth Le Complot contre l'Amérique (2004), Burton Kendall Wheeler devient vice-président des États-Unis. Dans l'adaptation en mini-série The Plot Against America (2020), son rôle est joué par Daniel O'Shea.